# Orconectes cooperi
Orconectes cooperi là một loài tôm sông trong họ Cambaridae.